# Hishikari Takashi

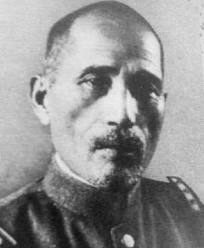
Hishikari Takashi

Hishikari Takashi (jap. 菱刈 隆; * 27. Dezember 1871 in Kagoshima, Japan; † 31. Juli 1952) war ein General der Kaiserlich Japanischen Armee.

## Leben
Der in Kagoshima geborene Hishikari schloss 1894 die Kaiserlich Japanische Heeresakademie ab. Unmittelbar darauf wurde er im Ersten Japanisch-Chinesischen Krieg als Offizier im 3. Infanterieregiment eingesetzt. Nach Ende des Krieges besuchte er die Kaiserlich Japanische Heereshochschule, welche er 1902 abschloss. Hiernach wurde er zum Befehlshaber des 26. Infanterieregiments.
Nach einer kurzen Zeit als Stabschef des Generalgouverneur von Taiwan übernahm er dieselbe Funktion innerhalb der 1. Armee im Russisch-Japanischen Krieg. Aufgrund seiner dortigen Erfahrungen nahm er 13 Jahre später auch an der Sibirischen Intervention teil. Zu Beginn dieses Einsatzes wurde er im August 1918 zum Generalmajor befördert.
In der Zwischenkriegszeit folgten für Hishikari verschiedene Verwendungen. Er war unter anderem Direktor der Heeresakademie, Befehlshaber des 4. Infanterieregiments und der 23. Division und Stabschef der 2. Division. Nach seiner Beförderung zum Generalleutnant kommandierte er unter anderem die 8. und 4. Division sowie die Taiwan-Armee. Im August 1929 wurde er schließlich zum vollwertigen General befördert.
1930 wurde Hishikari zum Oberbefehlshaber der in der Mandschurei stationierten Kwantung-Armee. Bereits kurze Zeit nach seiner Ablösung am 1. August 1931 kam es zum so genannten Mukden-Zwischenfall, sodass fraglich ist, ob er an dessen Planung und Vorbereitung beteiligt war.
Nachdem er an der Operation Nekka teilgenommen hatte, wurde Hishikari 1933 zum zweiten Mal zum Oberbefehlshaber der Kwantung-Armee. In dieser Position verhandelte er einen Ausgleich zwischen der Republik China und Japan, nach dem Japan sich nördlich hinter die Chinesische Mauer zurückzog.
Am 25. September 1933 protestierte die Sowjetunion diplomatisch, da sie der Meinung war, in einer Reihe von Treffen habe die Führung der Kwantung-Armee mit den zuständigen japanischen Administrationskräften in Mandschukuo eine mandschurische Besetzung der Chinesischen Osteisenbahn geplant. Da die Sowjetunion der japanischen Regierung die Bahnstrecke jedoch wenige Monate vorher zum Kauf angeboten hatte, scheint es unwahrscheinlich, dass die Kwantung-Armee solche Pläne schmiedete. Am 10. Dezember 1934 wurde Hishikari von Minami Jirō als Oberbefehlshaber der Kwantung-Armee abgelöst.
Nachdem er 1934 und 1935 Mitglied des Obersten Kriegsrats war, wurde Hishikari in die Reserve versetzt. Im April 1941 ging er in den Ruhestand und wurde aus der Reserve gestrichen. Von 1943 bis zu seinem Tod am 31. Juli 1952 war er Vorsitzender des Alljapanischen Kendōverbands.